# Duality (Album)
Duality ist ein Musikalbum von Howard Riley. Die am 1. Juni 1981 in den Atmosphere Recording Studios in London entstandenen Aufnahmen erschienen 1982 als Langspielplatte auf View Records in Deutschland und auf Jazzprint in Großbritannien. 2002 wurde das Album auf Compact Disc wiederveröffentlicht.

## Hintergrund
Der Pianist Howard Riley hat ab den 1070er-Jahren eine Reihe von Soloalben eingespielt wie Overground, Inner Mirror, Making Notes, Short Stories und Singleness. Der Titel des Albums Duality bezieht sich auf die gegensätzlichen A- und B-Seiten der Original-LP: eine lange Improvisation auf der einen, fünf kurze Stücke auf der anderen.

## Titelliste
- Howard Riley: Duality (View Records VS 002, Jazzprint	JPVP113CD)[1]

A1		Zones	20:38

B1		Circle Cycle	4:28

B2		Loop	4:49

B3		Mixture	3:21

B4		Arcs	4:20

B5		Once Again	2:30
Die Kompositionen stammen von Howard Riley.

## Rezeption
François Couture verlieh dem Album in Allmusic vier Sterne und schrieb, Duality würde Howard Rileys damaligen Stil in exquisitem Detail definieren. Das 21-minütige „Zones“ zeige die Vorliebe des Pianisten für nicht-idiomatische freie Improvisation und die anderen Stücke seinen Respekt für vom Bop beeinflussten Pianisten wie McCoy Tyner und Bill Evans, aus der er seine Impiration schöpfte. Die impressionistische Stimmung von „Loop“ sei bis ins Mark Evans-artig, während die schrullige (und stark gehämmerte) Melodie von „Mixture“ mehr als nur an Thelonious Monk erinnere. „Circle Cycle“ und „Arcs“ kämen den Kompositionen näher, die Riley in den nächsten Jahren erkunden würde. Letztendlich sei Duality ein feines, schön ausgewogenes Solo-Statement.